# Drino
Der Drino (griechisch Δρίνος, albanisch selten auch Drin) ist ein Fluss in der südosteuropäischen Region Epirus. Sein 84,6 Kilometer langer Lauf ist von Südosten nach Nordwesten gerichtet. Die Quelle liegt im Norden Griechenlands. Nach rund 20 Kilometern tritt der Drino auf albanisches Gebiet über. Bei Tepelena mündet er in die Vjosa. Der Oberlauf heißt Fitóki und führt durch abgelegenes Bergland nordwestlich von Ioannina entlang der griechisch-albanischen Grenze. Der vom Drino entwässerte Streifen erstreckt sich kaum weiter als zehn Kilometer in griechisches Territorium hinein. Wenig südlich des griechisch-albanischen Grenzübergangs Kalpaki/Kakavija überquert die Europastraße 853 mit einer Brücke den Drino.
Unmittelbar bei der Grenze weitet sich das Tal. Eine mehrere Kilometer breite Ebene erstreckt sich bis nach Gjirokastra. Diese Ebene wird Dropull genannt. Das Tal ist nach wie vor von hohen Bergen umgeben: im Westen die Kette Mali i Gjerë, im Osten der Lunxhëria-Buretoja-Gebirgszug. Die Ortschaften liegen dabei jeweils am Rand des Tals oder sogar an den Berghängen wie Libohova, das antike Antigoneia und der historische Ortskern von Gjirokastra.
Nördlich von Gjirokastra verengt sich das Tal zusehends wieder. Am Ende der Dropull-Ebene fließt von Westen der Bergbach Përroi i Kardhiqit in den Drino, der im Gegensatz zum großen Fluss das ganze Jahr über Wasser führt. Von hier an windet sich der Drino wieder durch ein enges Tal. Südlich von Tepelena mündet er in die Vjosa, deren bedeutendster Nebenfluss er ist.
Der Drino entwässert ein Gebiet von 1324 Quadratkilometern. Die durchschnittliche Abflussmenge beträgt 41,6 m³/s.
Der Flusslauf innerhalb Albaniens ist, zusammen mit dem Zufluss Kardhiq, seit 2023 als Teil des Nationalparks Vjosa geschützt.